# Virgen de los Faroles
La Virgen de los Faroles es un altar religioso ubicado en el muro norte de la Mezquita-catedral de Córdoba, en la comunidad de Andalucía, España.

## Historia
En esta zona se encontraba el altar y la pintura de una Inmaculada Concepción, realizada por el prebendado Antonio Fernández de Castro (1659-1739) a petición de Rodrigo Rubio, un vecino que vivía frente al altar, quien todas las noches encendía sus dieciocho faroles; en la actualidad son once. En noviembre de 1927 la obra sufrió un terrible incendio que la destruyó completamente.
El entonces alcalde Rafael Cruz Conde pidió al artista Julio Romero de Torres que realizara una nueva obra para ubicarla en el primitivo altar. Como modelo para la Virgen eligió a la hispano-mexicana Carmen Gabucio Sánchez Mármol, que también participó en otras de sus obras. En la parte inferior se representan una mujer con peineta y una monja, también Carmen Gabucio, evocando a la Córdoba profana y a la Córdoba mística, mientras que entre las dos se encuentran los Apóstoles asombrados ante el sarcófago vacío y la Asunción de María. El cuadro original se retiró en 1936 para evitar un nuevo incendio y en su lugar se ubicó una copia de la pintura realizada por el hijo del pintor, Rafael Romero Pellicer. La original se conserva actualmente en el Museo Julio Romero de Torres de la ciudad.

## Verbena
La verbena de la Virgen de los Faroles comenzó a celebrarse en torno a 1850 y, más de un siglo después, dejó de celebrarse en 1960. Fue en 1988 cuando la Federación de Peñas decidió rescatar esta tradición tan antigua y emblemática de la ciudad.

## Carmen Gabucio
Julio Romero de Torres conoció a la modelo Carmen Gabucio Sánchez Mármol (1902-1993) gracias a Ramón María del Valle-Inclán, quien la llamada la «niña Chole» porque le recordaba a la heroína mexicana de su Soneto de Estío. A pesar de nacer en Palma de Mallorca, marchó a México, país de su madre, donde se casó con el poeta asturiano Alfonso Camín, hasta que regresó a España tras su divorcio en 1925. Comenzó trabajando de corista en el Teatro Apolo, donde conoció a José Antonio Primo de Rivera. Se afilió a la Falange Española y se infiltró como espía en el bando republicano hasta que fue denunciada por su propio hermano, que llegó a teniente coronel de la República, y fue encarcelada, primero en la cárcel de Cehegín, en la Región de Murcia, y más tarde en la cárcel de mujeres de Madrid. Fue sentenciada a muerte, pero finalmente el 9 de marzo de 1939 fue liberada y recompensada en 1941 como excombatiente. El resto de su vida estuvo en España, se jubiló como empleada en el Colegio de Abogados de Madrid y en 1993, se trasladó a Cuernavaca, México, donde falleció unos meses más tarde con 91 años.